# Thierry Di Rollo
Œuvres principales
- Bankgreen
- La Lumière des morts
- Meddik
- Le Syndrome de l'éléphant

Thierry Di Rollo, né le 28 novembre 1959 à Lyon 3e, est un écrivain français de science-fiction, fantasy, fantastique et roman noir.

## Biographie
Né d'un père italien et d'une mère française, il grandit à Manissieux. C'est dans une librairie de Saint-Priest que le jeune Thierry Di Rollo découvre La Planète des singes et la série Blueberry.
Par l'entremise de Stéphane Nicot, Thierry Di Rollo rencontre le milieu de la science-fiction française des années 1990 lors de la convention nationale de Thionville.
Sept ans plus tard, après avoir publié plusieurs nouvelles au Canada, il publie Number Nine (1997), son premier roman chez Encrage dirigé à l'époque par le jeune Gilles Dumay, futur directeur de Denoël Lunes d'Encre, qui sera bientôt suivi d'un second, Archeur (1999).
C'est le même Gilles Dumay qui présente Thierry Di Rollo à Olivier Girard, futur directeur du Bélial', et qui publiera le reste de ce qui deviendra la Fresque de la Tragédie Humaine entre 2002 et 2007 avec La Lumière des Morts (2002), La Profondeur des Tombes (2003), Meddik (2005) et Les Trois Reliques d'Orvil Fisher (2007).
Titulaire d'une maîtrise de droit privé (1980), Thierry Di Rollo entame une carrière professionnelle dans l'informatique (programmation sous Unix) en parallèle de sa carrière d'écrivain.
Son œuvre de référence est la chanson Eleanor Rigby des Beatles à laquelle il fait directement référence dans son roman Meddik ou sa nouvelle Quelques grains de riz.
Thierry Di Rollo a également été bassiste dans un groupe de musique.
En mai 2019, Thierry Di Rollo annonce qu'il met fin à sa carrière d'écrivain sur son site personnel. Il publiera néanmoins encore deux textes auparavant : la nouvelle Plaine-guerre (Revue Bifrost n°98) et le roman de science-fiction Le Soleil des Phaulnes (2022).

## Œuvres

### Fresque de laTragédie humaine(6 tableaux)
1. Number Nine, Encrage, coll. « Lettres S.-F. », 1997Édition définitive, revue et augmentée parue en format numérique, E-Bélial, 2012
2. Archeur, Encrage, coll. « Lettres S.-F. », 1999Édition définitive et revue parue en format numérique, E-Bélial, 2012
3. La Lumière des morts, Le Bélial', 2002Réédition, Gallimard, coll. « Folio SF » no 175, 2004
Réédition en numérique, E-Bélial, 2017
4. La Profondeur des tombes, Le Bélial', 2003Réédition, Gallimard, coll. « Folio SF » no 202, 2005
Réédition en numérique, E-Bélial,  2017
5. Meddik, Le Bélial', 2005Réédition, Gallimard, coll. « Folio SF » no 307, 2008
Réédition en numérique, E-Bélial, 2017
6. Les Trois Reliques d'Orvil Fisher, Le Bélial', 2007Réédition en numérique, E-Bélial, 2014

### DiptyqueBankgreen
1. Bankgreen, Le Bélial', 2011Prix Elbakin du roman de Fantasy français 2011
2. Elbrön, Le Bélial', 2012
  - Bankgreen - L'Intégrale, Le Bélial' et E-Bélial (numérique), 2018

Ouvrage réunissant:
- Le Dernier des varaniers (anciennement Bankgreen, paru en 2011 aux mêmes éditions),
- Elbrön (paru en 2012 aux mêmes éditions),
- Emmon (roman court inédit)

### Romans indépendants
- Le Syndrome de l'éléphant, Denoël, 2008
- Préparer l'enfer, Gallimard, coll. « Série noire », 2011
- Les Solitudes de l'ours blanc, ActuSF, 2013
- Drift, Le Bélial', 2014Réédition en numérique, E-Bélial, 2017
- Le Temps de Palanquine, Le Bélial', 2017Réédition en numérique, E-Bélial, 2018
- Le Soleil des Phaulnes, Le Bélial', 2022

### Recueils de nouvelles
- Cendres, ActuSF, coll. « Les 3 souhaits », 2007

Sommaire (4 textes - 3 reprises, un inédit):
Cendres,
Jaune papillon,
Les Hommes dans le château (inédit),
Quelques grains de riz.
- Crépuscules, ActuSF, coll. « Les 3 souhaits », 2010

Sommaire (6 textes - 4 reprises, deux inédits):
Éléphants bleus,
Hippo !,
Seconde mort,
Un dernier sourire (inédit),
La Ville où la mort n'existait pas,
Le Crépuscule des dieux (inédit)

### Nouvelles
[nomenclature des genres: SF=Science-Fiction, Fy=Fantasy, F=Fantastique, R=Récit]
- RêveVille (25/01/2024) Bifrost no 113 [SF]
- Plaine-guerre (05/2020) Bifrost no 98 [SF]

prix des lecteurs de Bifrost 2020 "Nouvelle francophone"
- Brumes fantômes (10/2018) Bifrost no 92 [SF]

prix des lecteurs de Bifrost 2018 "Nouvelle francophone"
- Proscenium (01/2017) Bifrost no 85 [SF]

prix des lecteurs de Bifrost 2017 "Nouvelle francophone"
- Tueur chauve (12/2015) Recueil « Welcome to the unwalkers club » (Ed. Unwalkers) [R]
- J'ai eu trente ans (17/10/2013) Anthologie « Utopiales 2013 » (Ed. ActuSF) [SF]
- Le Choix du quêteur (11/07/2013) Bifrost no 71 [SF]

repris dans "Bifrost - 20 ans, 20 nouvelles", Le Bélial', 04/2016
- Une simple promesse (06/2013) Anthologie « Les coups de cœur des Imaginales » (Ed. ActuSF) [Fy]
- Aube dernière (05/2013) « Destination Mars » (Riez) [SF]
- Pluies sombres (25/10/2012) Bifrost no 68 [SF]
- L'Éclaireur (19/01/2012) Bifrost no 65 [Fy]
- Le Paradoxe de Grinn (01/2011) Bifrost no 61 [SF]
- Le Crépuscule des dieux (11/2010) Recueil « Crépuscules » (ActuSF - Les 3 souhaits) [SF]
- Un dernier sourire (11/2010) Recueil « Crépuscules » (ActuSF - Les 3 souhaits) [F]
- MorteVille (08/2008) 4810 – Cultures et société no 3 [SF]
- Les Hommes dans le château (10/2007) Recueil « Cendres » (ActuSF - Les 3 souhaits) [SF]
- Vie™ (05/2006) Bifrost no 42 [SF]
- Quelques grains de riz (07/2003) Anthologie "Rock stars" (Nestiveqnen) [SF]

repris dans le recueil « Cendres » 10/2007
- Perspective infinie (12/2002) Anthologie "Sur les traces de Cugel l'astucieux" (Nestiveqnen) [Fy]
- La Mémoire du sable (03/2002) Anthologie "Les détectives de l'impossible" (J'ai Lu) [SF]
- Joker (04/2000) Anthologie "Hyperfuturs" [SF]
- Petits cochons en chemises blanches (11/1999) Collectif "Utopia 2" [SF]
- Terre quantique (04/1999) Revue Phénix no 50 [SF]
- Trains voyageurs (02/1999) Revue Phénix no 49 [SF]
- Hippo ! (04/1998) Anthologie "Escales sur l'horizon" (Fleuve Noir) [SF]

repris dans sa version originale in "Crépuscules", 2010
- Éléphants bleus (09/1997) Galaxies no 7 [SF]

repris dans"Crépuscules", 2010
- Rain Crow (03/1997) Show Effroi no 3 [F]
- Le Chat de Shrödinger (03/1997) Revue Galaxies no 4 [SF]
- Cendres (03/1997) La Geste 17 [SF]

repris dans le recueil « Cendres » 10/2007
- La Ville où la mort n'existait pas (02/1997) Revue Imagine… no 76 [F]

repris dans "Crépuscules", 2010
- Jaune papillon (06/1996) La Geste Chapitre Quatorzième [SF]

repris dans le recueil « Cendres » 10/2007
- L'Étrange (03/1996) Anthologie "Destination Crépuscule" no 3 [SF]
- Errances (12/1995) Revue Imagine… no 74 "Imaginoir spécial polar" [SF]
- Le temps n'existe pas (05/1995) La Geste Chapitre Neuvième [SF]
- Petit ours en peluche (04/1994) Collectif "Parapsychologie (science et fiction)" [SF]
- La Jeune Fille et la Mer (1994) Anthologie "Dernier étage avant les ténèbres" ("Utlimul Etaj al Tenebrelor") [SF]

repris dans Imagine… 77 10/1997
- Le Grand-Mainate (12/1993) Revue Imagine… no 66 [SF]
- Le Bateau des Mondes (12/1992) Revue Phénix no 33 [SF]
- Journées parallèles (1992) Revue Imagine no 60 [SF]
- La Mort lasse (09/1991) Anthologie Territoires de l'inquiétude no 3 (Denoël) [F]

repris sous le titre "Seconde mort" et dans sa version originale in "Crépuscules", 2010
- Bord de mer (1991) Revue Miniature no 9 [SF]
- Plaine-Lune (1990) Théodonis no 2, « Journal de la convention 1990 – Thionville » [SF]
- Rêve d'immortalité (10/1989) Revue Encrier renversé no 8 [R]
- Les Sucres d'orge (06/1989) Revue Imagine… no 48 [SF]
- Le Pique-nique marin (03/1989) Revue Imagine… no 47 [SF]

repris dans "Valea timpului profund", 1993, Anthologie
- Gorë (1989) Revue Proxima Andromède (no 4) [SF]
- Le Styliste de Nacaan (12/1987) Revue Imagine… no 42 [SF]